# Афгано-китайские отношения
Афгано-китайские отношения — двусторонние дипломатические отношения между Афганистаном и Китаем. Протяжённость государственной границы между странами составляет 91 километр.

## История
20 января 1955 года Китайская Народная Республика установила дипломатические отношения с Королевством Афганистан. В январе 1957 года премьер Государственного совета КНР Чжоу Эньлай и вице-премьер Хэ Лун посетили Афганистан с государственным визитом. Это был первый визит китайского руководства в Афганистан за всю историю китайско-афганских отношений. В ходе визита, премьер и вице-премьер встретились с королём Захир-Шахом, провели переговоры с премьер-министром Мухаммедом Даудом и вице-премьер-министром Али Мухаммедом. Визит китайского премьера в Афганистан сказался на улучшении взаимопонимания между двумя странами и заложил прочную основу для развития дружественных отношений между Китаем и Афганистаном. 
В октябре 1957 года премьер-министр Мухаммед Дауд посетил Китай с официальным визитом. В ходе визита он провёл встречи с Мао Цзэдуном, его заместителем Чжу Дэ и председателем Постоянного комитета Всекитайского собрания народных представителей Лю Шаоци. 22 ноября 1963 года Китай и Афганистан подписали в Пекине договор о границе между странами. Этот договор урегулировал территориальный спор вокруг контролируемого Афганистаном Ваханского коридора.
В 2001 году первый режим талибов пал после военного вмешательства США, в свете этих событий отношения между Китаем и Афганистаном значительно улучшилось и были восстановлены на официальном уровне. В декабре 2001 года Китай направил в Афганистан рабочую группу Министерства иностранных дел для участия в церемонии назначения Временной администрации Афганистана, а также направил поздравительное послание президенту Хамиду Карзаю. В январе 2002 года президент Карзай посетил с официальным визитом Китай и встретился с председателем КНР Цзян Цзэминем и премьером Чжу Жунцзи. Китай предоставил Афганистану 30 миллионов юаней в виде материальной помощи и 1 млн долл. США наличными. Председатель Цзян Цзэминь объявил, что Китай предоставит 150 млн долларов США для экономической помощи Афганистану. 
К концу марта 2002 года 30 млн юаней в виде материальной помощи были доставлены в Кабул. 6 февраля 2002 года китайское посольство в Афганистане возобновило свою работу. В мае 2002 года министр иностранных дел Китая Тан Цзясюань посетил Афганистан. В ходе визита министр иностранных дел Китая встретился с Хамидом Карзаем, бывшим королём Захир-ханом, а также провёл переговоры со своим коллегой Абдулла Абдуллой. Обе стороны подписали соглашение об экономическом и техническом сотрудничестве на 30 млн долл. США в виде китайских помощи Афганистану. В ноябре 2002 года министр иностранных дел Афганистана Абдулла Абдулла посетил Китай. В ходе визита китайская и афганская сторона заключили соглашение на 1 млн долл. США в виде китайской материальной помощи Афганистану. 
В декабре 2002 года Китай вместе с другими 5 соседними странами Афганистана, подписали в Кабуле декларацию о добрососедстве, подтверждая свою приверженность уважению суверенитета и территориальной целостности Афганистана и договорились постоянно поддерживать проведение мирного процесса в Афганистане. В феврале 2003 года президент Карзай посетил Китай два раза. В мае вице-президент афганского исламского переходного правительства Нематулла Шархрани совершил рабочий визит в Китай. В ходе визита он провел переговоры с  вице-председателем КНР Цзэн Цинхуном и встретился с председателем  ПК ВСНП У Банго и премьером Госсовета КНР Вэнь Цзябао. Обе стороны подписали три документа, включая Договор об экономическом и техническом сотрудничестве, согласно которому китайское правительство предоставляло 15 млн долл. США в виде гранта правительству Афганистана. С 2010 года Китай увеличил свою экономическую и инвестиционную помощь Афганистану, в частности выделил 3,5 млрд. долларов США на разработку медных шахт в Афганистане.

## Торговля
На протяжении всей истории отношений между Афганистаном и Китаем торговля между государствами осуществляется через Ваханский коридор, который граничит с Синьцзян-Уйгурским автономным районом.